# Scopula atricapilla
Scopula atricapilla är en fjärilsart som beskrevs av Louis Beethoven Prout 1934. Scopula atricapilla ingår i släktet Scopula och familjen mätare. Inga underarter finns listade.